# Andreja Mali
Andreja Mali, slovenska smučarska tekačica in biatlonka, * 17. november 1977, Kamnik.
Malijeva je za Slovenijo nastopila na Zimskih olimpijskih igrah 2002 v Salt Lake Cityju, Zimskih olimpijskih igrah 2006 v Torinu ter na Zimskih olimpijskih igrah 2010 v Vancouvru.
V Salt Lake Cityju je  tekmovala tako v smučarskih tekih kot tudi v biatlonu. V smučarskih tekih je tekmovala v šprintu ter v štafeti 4 x 5 km. V individualnem šprintu je zasedla 7. mesto, štafeta pa je igre končala na 9. mestu.
V biatlonu je na teh igrah sodelovala v šprintu na 7,5 km ter na zasledovalnem teku na 10 km. Šprint je končala na 27. mestu, v zasledovalnem teku pa je zasedla 32. mesto.
V Torinu je sodelovala le še kot biatlonka. Sodelovala je v šprintu na 7,5 km, v zasledovalnem teku na 10 km ter v teku na 15 km. Bila je tudi članica slovenske štafete 4 x 6 km. V šprintu je zasedla 59. mesto, v zasledovalnem teku je odstopila, v teku na 15 km pa je osvojila 21. mesto. Štafeta je zasedla končno 6. mesto.
Na Svetovnem prvenstvu 2012 v Ruhpoldingu je osvojila srebrno medaljo v mešani štafeti, kjer so bili v postavi slovenske reprezentance še Teja Gregorin, Klemen Bauer in Jakov Fak.